# Birkot hashachar

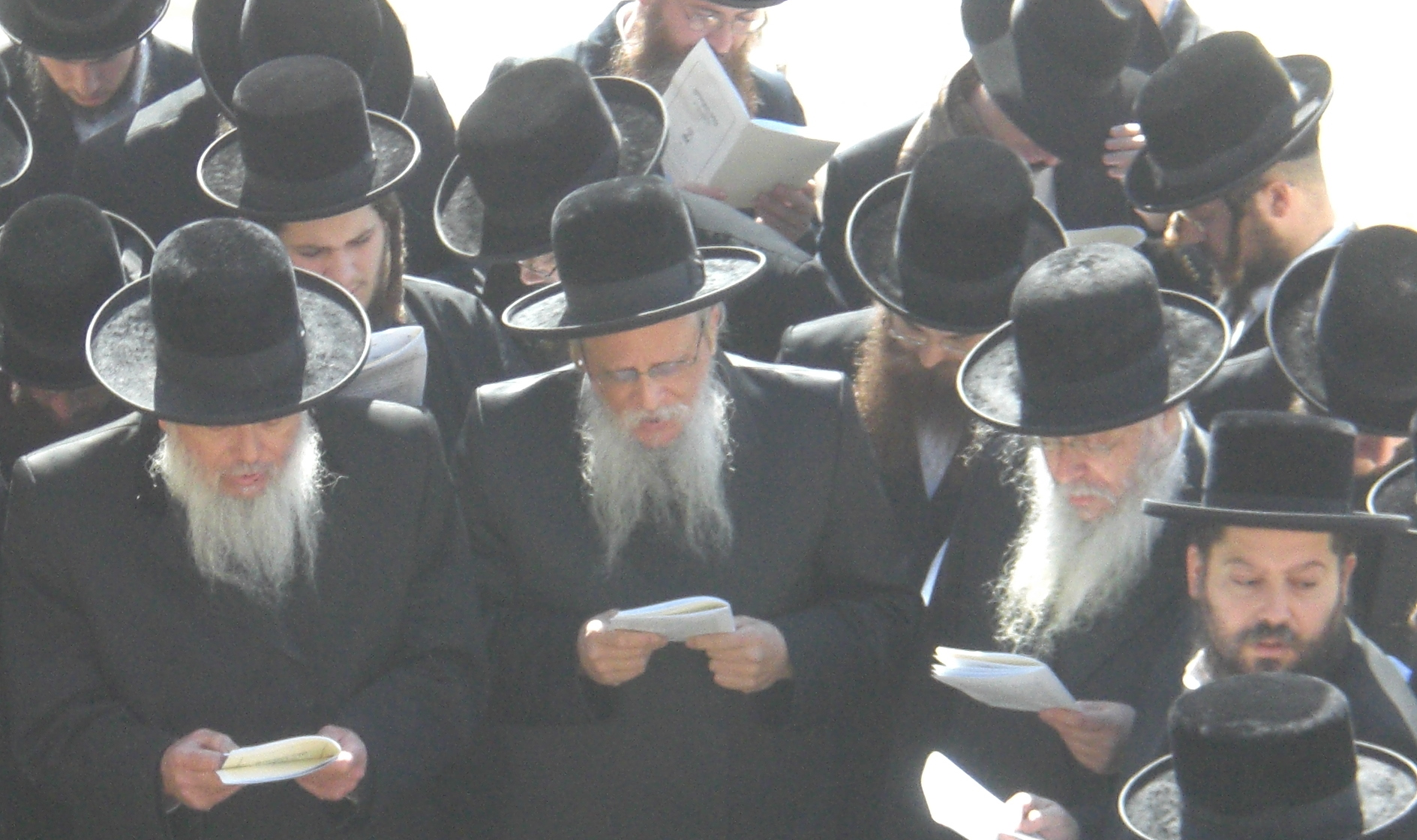
Người do thái đọc kinh cầu nguyện

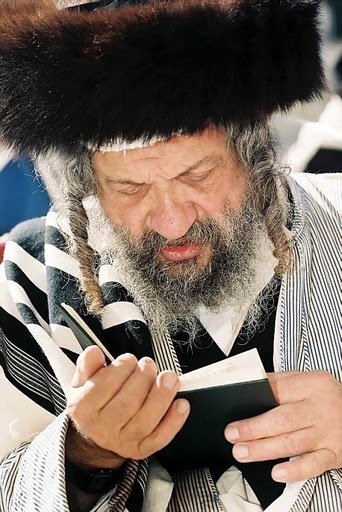
Một người đàn ông do thái đang đọc kinh

Kinh Phước Lành Buổi Sáng (tiếng Hebrew: ברכות השחר) (phiên âm là Birkot hashachar) là những bài đọc kinh cầu nguyện bắt đầu vào buổi sáng của người Do Thái. Các phước lành đại diện cho ơn của Thiên Chúa ban cho để đổi mới mỗi ngày.
Có tất cả là 17 phước lành. Một kinh dành riêng cho đàn ông và mười ba kinh dành riêng cho phụ nữ. Ba kinh được sử dụng cho cả hai giới tính.